# Cidaphus barbaricus
Cidaphus barbaricus är en stekelart som först beskrevs av Morley 1913.  Cidaphus barbaricus ingår i släktet Cidaphus och familjen brokparasitsteklar. Inga underarter finns listade i Catalogue of Life.